# Xã Grattan, Quận Holt, Nebraska
Xã Grattan (tiếng Anh: Grattan Township) là một xã thuộc quận Holt, tiểu bang Nebraska, Hoa Kỳ. Năm 2010, dân số của xã này là 817 người.